# Achhalda
Achhalda là một thị xã và là một nagar panchayat trong quận Auraiya trong bang Uttar Pradesh của Ấn Độ.

## Cơ cấu dân số
Theo điều tra dân số Ấn Độ năm 2001, Achhalda có dân số 8361 người. Nam giới chiếm 53% dân số, nữ giới chiếm 47% dân số. Achhalda có tỷ lệ biết chữ bình quân 70%, cao hơn mức trung bình 59,5% của toàn quốc; với 58% đàn ông và 42% phụ nữ biết chữ. 15% dân số có độ tuổi dưới 6.